# Feldholz-Wintereule
Die Feldholz-Wintereule (Conistra rubiginosa), auch Schwarzgefleckte Wintereule, ist ein Schmetterling (Nachtfalter) aus der Familie der Eulenfalter (Noctuidae). Die Art fliegt bereits im Herbst, überwintert als Falter und dann wieder ab Februar/März. Sie wird deshalb zu den sog. „Wintereulen“ gezählt.

## Merkmale

### Falter
Der Falter hat eine Flügelspannweite von 31 bis 36 Millimeter. Der Körper ist relativ schlank. Die Vorderflügel sind relativ schmal, länglich mit einem zugespitzten Apex. Der Saumrand ist schwach gebogen. Die Grundfarbe ist ein relativ einheitliches hellgraubraun bis dunkelgraubraun. Die Äderung ist mit hellockerfarbenen Schuppen besetzt. Innere und äußere Querlinie sind nur undeutlich ausgebildet, oft nur wenig dunkler als die Grundfarbe. Der median gewinkelte Mittelschatten ist ebenfalls häufig nur undeutlich erkennbar und wie die Querlinien gefärbt. Die basale Querlinie endet median. Im Wurzelfeld ist häufig ein kleiner schwarzer Fleck entwickelt. Die Ringmakel ist hell umrandet, die dorsale Hälfte ist schwarz gefüllt. Die Nierenmakel ist ebenfalls hell umrandet, die schwarze dorsale Füllung ist gewöhnlich in mehrere große schwarze Flecken aufgelöst. Die Fleckung kann aber auch fehlen (wird in der Literatur als forma immaculata bezeichnet). Der Vorderrand ist mit mehreren, undeutlich begrenzten und sich nur wenig von der Grundfarbe abhebenden Flecken besetzt. Auch die Wellenlinie hebt sich wie die anderen Querlinien nur schwach von der Grundfarbe ab. Innerhalb der Saumlinie weisen die Felder zwischen den Adern häufig jeweils einen kleinen diffusen, schwarzen Punkt auf. Die Hinterflügel sind einheitlich graubraun mit einem diffusen Diskalfleck.

### Ei
Das Ei ist halbkugelig und mit unregelmäßigen Längslinien besetzt. Die Mikropylregion bildet einen schwachen Hügel auf dem Ei. Es ist zunächst hellgelb gefärbt, wird später dann hellrot. Es zeigt eine hellere, sich in Flecken auflösende Binde.

### Raupe
Die Oberseite der Raupe ist gelbbraun, die Bauchseite hellgrau. Die Rückenlinie und die Nebenrückenlinie sind nur undeutlich ausgebildet und hellgelb. Zwischen den Rückenlinien ist ein v-förmiges Muster ausgebildet. Der Rücken ist zudem mit hellen, schwarz eingefassten Punkten besetzt. Der Kopf ist hellbraun, der Halsschild ist schwarz mit gelber Mittellinie. Die Stigmen sind schwarz.

### Puppe
Die Puppe ist relativ gedrungen und braunrot. Der Kremaster ist stumpfkegelig und mit wenigen, kurzen Borsten besetzt.

## Geographische Verbreitung und Habitat
Die Feldholz-Wintereule ist in ganz Mittel- und Südeuropa beheimatet. Im Norden reicht das Verbreitungsgebiet bis ins südliche Fennoskandien, Litauen und Lettland; im Osten reicht es bis in die Ukraine und die Westtürkei. Die Art kommt in waldreichen Biotopen, meist Laub- oder Mischwäldern vor, aber auch in mehr offenen Habitaten wie Gärten und Parklandschaften. Die vertikale Verbreitung beschränkt sich auf das Flach- und Hügelland, die höheren Lagen der mitteleuropäischen Mittelgebirge werden gemieden. In den Alpen steigt sie bis auf etwa 1000 Meter an.

## Phänologie und Lebensweise
Die Art bildet eine Generation im Jahr. Die Falter schlüpfen im August und September. Sie legen anscheinend nach dem Schlupf eine mehrwöchige Ruhepause ein. Die Hauptflugzeit beginnt ab Oktober und dauert bis in den April, teilweise sogar bis in den Mai hinein an. Die Winterpause ist unvollständig und wird an milden Wintertagen unterbrochen. Die Falter fliegen bereits bei 2 bis 4 °C Lufttemperatur. Sie saugen an Baumsäften, im Herbst auch an Früchten oder alten Hagebutten, im Frühjahr an Weidenkätzchen.
Die Raupen sind im Mai und Juni zu finden. Sie ernähren sich von Flieder (Syringa vulgaris), Kulturapfel (Malus domestica), Rosen (Rosa sp.), Zwetschge (Prunus domestica), Schlehe (Prunus spinosa), Besenginster (Sarothamnus scoparius) und Besenheide (Calluna vulgaris). Die jungen Raupen fressen zunächst in den Blüten und Knospen, später an den Blättern der Nahrungspflanzen. Sie verpuppen sich in einem Kokon in der Erde.

## Gefährdung
Die Art ist in Deutschland recht häufig und nur regional gefährdet (Mecklenburg-Vorpommern und Saarland).